# Mandelato racemasa
La mandelato racemasa (EC 5.1.2.2) es una enzima bacteriana presente en bacterias del género Pseudomonas que participa en la degradación del mandelato y del 4-hidroximandelato, en la supervía metabólica de degradación de compuestos aromáticos. La enzima cataliza la conversión entre enantiómeros del mandelato, por medio de un intermediario enol.
Esta enzima cataliza las siguientes reacciones químicas:

## Características
La supervía metabólica que degrada a los compuestos aromáticos, es un árbol de reacciones enzimáticas que desemboca en la producción de Acetil coenzima A, la que finalmente ingresa al ciclo de Krebs. Tanto la rama del mandelato como la del 4-hidroximandelato comienzan con el enantiómero (S), por lo que esta enzima cumple un rol vital en el suministro constante de sustrato para esta vías.
La mandelato racemasa cataliza la transferencia de protones 1,1 dependiente de Mg2+
, que interconvierte los enantiómeros del ácido mandélico y del ácido 4-hidroximandélico en las vías de degradación del mandelato y del 4-hidroximandelato las cuales a su vez desembocan en los metabolitos en común 3-oxoadipato (vía del 3-oxoadipato) y 2-oxo-pent-4-enoato. La reacción ocurre por un mecanismo de dos bases, con la histidina 297 y lisina 166 extrayendo el protón α del (R)-mandelato y del (S)-mandelato respectivamente. Los iones de metales divalentes aumentan la afinidad de esta enzima por sus sustratos, pero no parecen ser absolutamente indispensables para su actividad. N-etilmaleimida, p-cloromercuribenzoato e iodoacetamida son inhibidores competitivos débiles de esta enzima. También actúan como inhibidores débiles de esta enzima algunos intermediarios aromáticos y no aromáticos de la vía de degradación del mandelato.